# Hister javanicus
Hister javanicus är en skalbaggsart som beskrevs av Gustaf von Paykull 1811. Hister javanicus ingår i släktet Hister och familjen stumpbaggar. Inga underarter finns listade i Catalogue of Life.